# Janus (roi de Chypre)
Janus de Lusignan, né en 1375, mort en 1432, roi de Chypre (1398-1432), fils de Jacques Ier de Chypre et d'Helvis de Brunswick-Grubenhagen.

## Biographie
Comme son père, il fut longtemps retenu comme otage à Gênes, et son prénom, tiré de celui de la ville, était une marque de flatterie envers la ville. À peine roi, il cherche à s'affranchir de la tutelle de la république et à récupérer la ville de Famagouste, mais Gênes, en plus de ses escadres, disposait de l'aide de la France car elle  s'était placée sous la protection de cette dernière. Son gouverneur était Jean II Le Meingre, dit Boucicaut.  
Vaincu, Janus dut signer le 7 juillet 1403 un traité maintenant les créances et le monopole génois.
D'autre part, les corsaires chypriotes n'hésitaient pas à exercer leur activité sur les terres musulmanes et notamment en Syrie. En 1425, le sultan mamelouk envoya en représailles une escadre pour piller Limassol. L'année suivante, ce fut une armée qui débarqua et qui écrasa l'armée chypriote à Chirokitia le 7 juillet 1426. Le roi Janus fut capturé et emmené au Caire. C'est là que la décadence des latins apparut au grand jour. Les paysans grecs se révoltèrent, mais l'insurrection fut durement réprimée. 
Janus fut libéré après avoir reconnu la suzeraineté du sultan. Le royaume devait à la fois verser un tribut de vingt mille dinars aux Mamelouks, des contributions à Gênes et laisser les Génois encaisser tout le revenu des douanes de Famagouste. 
Janus ne se releva jamais de cette humiliation et mourut, affaibli et malade à Nicosie le 29 juin 1432.
Janus commanda à l'historien et archéologue d'origine florentine Cristoforo Buondelmonti une Vie des hommes illustres.

## Descendance

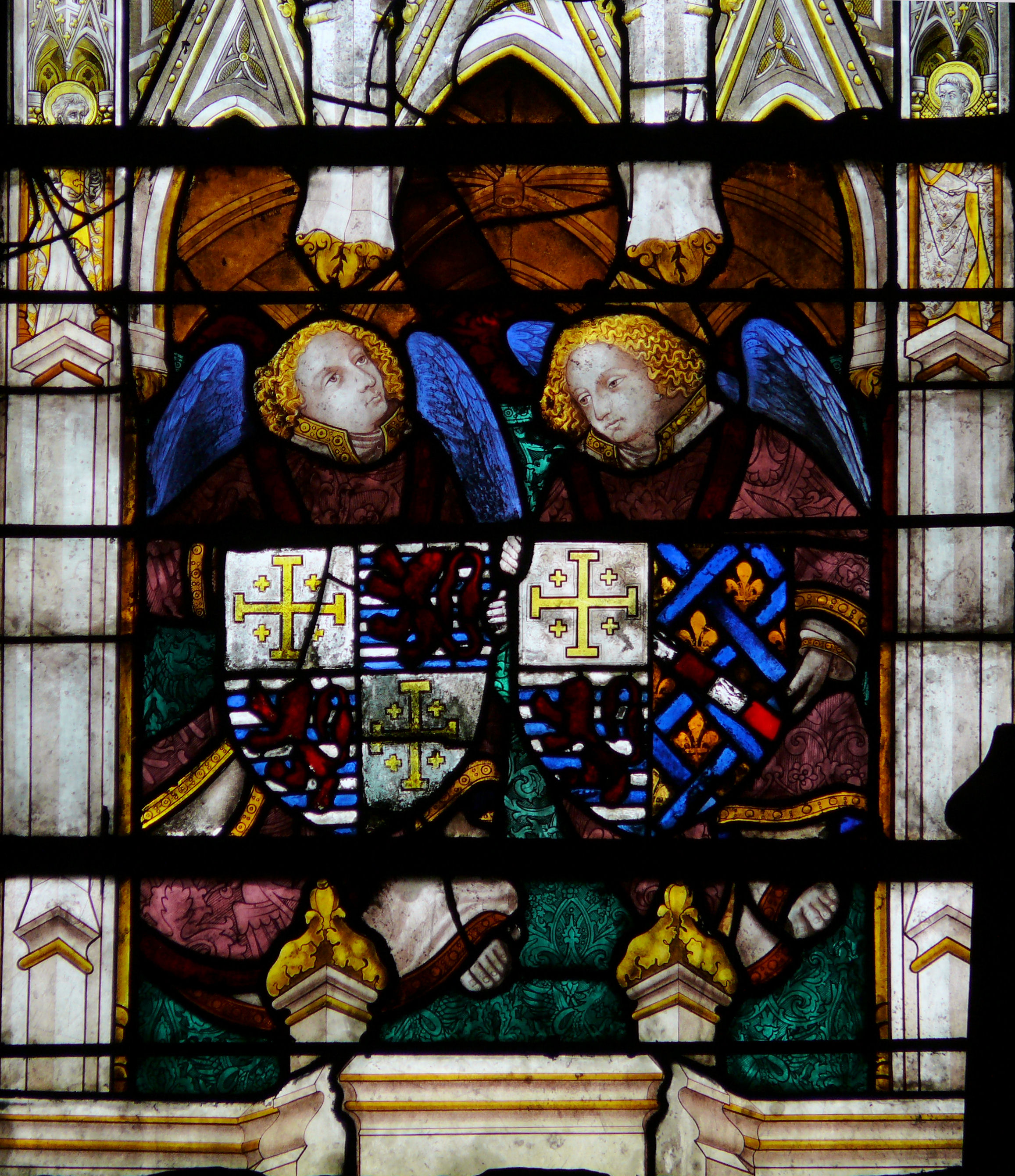
Chartres - Chapelle de Vendôme - Armoiries de Jean de Lusignan et Charlotte de Bourbon.

Il avait d'abord épousé vers 1401 Anglesia Visconti (morte en 1439), fille de Barnabé Visconti seigneur de Milan, dont il se sépara vers 1408. Il se remarie en 1411 avec Charlotte de Bourbon (1388 - 1422), fille de Jean comte de la Marche et de Vendôme et de Catherine de Vendôme, et eut :
- Jean II (1418-1458) ;
- Jacques (mort en 1426) ;
- Anne (1419-1462), mariée en 1433 avec Louis Ier duc de Savoie ;
- Marie.